# کبوترک سالیناس
کبوترک سالیناس (نام علمی: Xolmis salinarum) نام یک گونه از سرده کبوترک‌ها است.